# ガエタン・シャルボニエ
ガエタン・シャルボニエ（Gaëtan Charbonnier、1988年12月27日 - ）は、フランスヴァル＝ド＝マルヌ県サン＝マンデ出身のサッカー選手。リーグ・ドゥ・ASサンテティエンヌ所属。ポジションはフォワード。

## 経歴
2007年、リーグ・ドゥに所属していたSOシャテルローでプロデビュー。シャテルローでリーグ戦二桁得点を達成し、その活躍が認められ1年後の2008年に、パリ・サンジェルマンFCのリザーブチームに引き抜かれる。
2009年、リーグ・ドゥのアンジェSCOに4年契約で移籍。ここでは3シーズンを主力として活躍し、通算90試合に出場、23得点を記録した。
2012年、4年契約でモンペリエHSCと契約を結んだ。シーズンを通してフル出場はあまり無く、後半での出場が多かったが、リーグ戦通算4得点という結果を残した。
2013年8月5日、出場機会を得る為、4年契約でスタッド・ランスに移籍。移籍後2シーズンの間は主力であったが、次第に出場機会が減少。2015-16シーズンにクラブもリーグ・ドゥへ降格した。
2017年7月13日、ランスとの契約満了に伴い、フリー移籍でリーグ・ドゥのスタッド・ブレスト29に2年契約で移籍した。1シーズン目は9得点を記録し、翌シーズンはキャリアハイとなる27得点を達成。クラブのリーグ・アン昇格を助けた。
2022年12月16日、ASサンテティエンヌに移籍した。

## 獲得タイトル

### 個人
- リーグ・ドゥ得点王 : 1回 (2018-19)
- リーグ・ドゥ最優秀選手賞 : 1回 (2018-19)